# I liga brazylijska w piłce nożnej (1972)
Brazylia 1972
Mistrzem Brazylii został klub SE Palmeiras, natomiast wicemistrzem Brazylii – klub Botafogo FR.
Do Copa Libertadores w roku 1973 zakwalifikowały się następujące kluby:
- SE Palmeiras (mistrz Brazylii)
- Botafogo FR (wicemistrz Brazylii)

W 1972 roku w rozgrywkach I ligi brazylijskiej wzięło udział 26 klubów. Nie było żadnych spadków, a w następnym sezonie I liga liczyła 40 klubów.

## Campeonato Brasileiro Série A 1972

### Uczestnicy
W mistrzostwach Brazylii w 1972 roku wzięło udział 26 klubów – najlepszych w mistrzostwach stanowych 1971 roku.
Sześć stanów nie miało żadnego reprezentanta w pierwszej lidze: Dystrykt Federalny, Espírito Santo, Goiás, Maranhão, Mato Grosso, Santa Catarina.
Stan Alagoas reprezentował 1 klub: Clube de Regatas Brasil
Stan Amazonas reprezentował 1 klub: Nacional FC.
Stan Bahia reprezentowały 2 kluby: EC Bahia, EC Vitória.
Stan Ceará reprezentował 1 klub: Ceará SC.
Stan Guanabara reprezentowało 5 klubów: America FC, Botafogo FR, CR Flamengo, Fluminense FC, CR Vasco da Gama.
Stan Minas Gerais reprezentowały 3 kluby: América Mineiro, Atlético Mineiro, Cruzeiro EC.
Stan Pará reprezentował 1 klub: Clube do Remo.
Stan Parana (stan) reprezentował 1 klub: Coritiba FBC.
Stan Pernambuco reprezentowały 2 kluby: Náutico, Santa Cruz FC.
Stan Rio Grande do Norte reprezentował 1 klub: ABC FC
Stan Rio Grande do Sul reprezentowały 2 kluby: SC Internacional, Grêmio Porto Alegre.
Stan São Paulo reprezentowało 5 klubów: Corinthians Paulista, SE Palmeiras, Portuguesa, Santos FC, São Paulo.
Stan Sergipe reprezentował 1 klub: CS Sergipe.

### Format rozgrywek
W pierwszym etapie 26 klubów rozegrało ze sobą po jednym meczu systemem każdy z każdym. Kluby nie zostały sklasyfikowane w jednej tabeli, lecz uprzednio podzielone były na 4 grupy – z każdej do następnego etapu awansowały po 4 najlepsze drużyny.
W drugim etapie 16 klubów podzielono na 4 grupy po 4 kluby w każdej. Do półfinału awansowali tylko zwycięzcy grup.
W półfinale o awansie do finału decydował jeden mecz – w przypadku remisu nie zarządzano dogrywki, a do finału awansował klub z lepszym dorobkiem punktowo-bramkowym.
Podobnie w finale – był jeden mecz, a wobec remisu mistrzem została drużyna, która uzyskała w sezonie lepszy dorobek.

### Pierwszy etap

#### Kolejka 1
| Data              | Mecz                                                                          |
| ----------------- | ----------------------------------------------------------------------------- |
| 9 września 1972   | Botafogo FR – Santos FC 1:1 Marinho – Edu                                     |
| 9 września 1972   | EC Vitória – Clube do Remo 0:0                                                |
| 9 września 1972   | Cruzeiro EC – América Mineiro 0:0                                             |
| 10 września 1972  | CS Sergipe – Ceará SC 1:3 Fernando – Samuel, Da Costa, Erandi                 |
| 10 września 1972  | ABC FC – Clube de Regatas Brasil 0:0                                          |
| 10 września 1972  | Coritiba FBC – SE Palmeiras 1:0 Dreyer                                        |
| 10 września 1972  | Náutico – Santa Cruz FC 0:0                                                   |
| 10 września 1972  | Atlético Mineiro – CR Vasco da Gama 0:1 Roberto Dinamite                      |
| 10 września 1972  | Grêmio Porto Alegre – São Paulo 2:0 Oberti, Laírton                           |
| 10 września 1972  | Corinthians Paulista – Fluminense FC 1:1 Lance – Jair                         |
| 10 września 1972  | EC Bahia – Nacional FC 1:0 Natal                                              |
| 10 września 1972  | CR Flamengo – America FC 1:1 Doval – Taquito                                  |
| 21 listopada 1972 | SC Internacional – Portuguesa 5:1 Paulo César (3), Marciano, Valdomiro – Didi |

#### Kolejka 2
| Data             | Mecz                                                              |
| ---------------- | ----------------------------------------------------------------- |
| 13 września 1972 | ABC FC – São Paulo 0:3 Pedro Rocha (2), Paulo                     |
| 13 września 1972 | Náutico – Cruzeiro EC 1:2 Elói – Roberto Batata, Palhinha         |
| 13 września 1972 | Coritiba FBC – Botafogo FR 0:0                                    |
| 13 września 1972 | Grêmio Porto Alegre – Atlético Mineiro 1:0 Carlinhos              |
| 13 września 1972 | Clube de Regatas Brasil – Fluminense FC 0:2 Lula (2)              |
| 13 września 1972 | Ceará SC – SC Internacional 3:1 Jorge Costa (2), Samuel – Nagel s |
| 13 września 1972 | CS Sergipe – Santos FC 0:1 Pelé                                   |
| 13 września 1972 | América Mineiro – Corinthians Paulista 0:0                        |
| 13 września 1972 | Nacional FC – CR Flamengo 0:0                                     |
| 13 września 1972 | EC Bahia – America FC 0:0                                         |
| 13 września 1972 | Clube do Remo – CR Vasco da Gama 0:0                              |
| 13 września 1972 | Portuguesa – Santa Cruz FC 0:1 Cabral                             |
| 14 września 1972 | EC Vitória – SE Palmeiras 0:3 Fedato, Ronaldo, Edu                |

#### Kolejka 3
| Data             | Mecz                                                                          |
| ---------------- | ----------------------------------------------------------------------------- |
| 16 września 1972 | Náutico – Fluminense FC 0:1 Cafuringa                                         |
| 17 września 1972 | Corinthians Paulista – Atlético Mineiro 1:1 Tiăo – China                      |
| 17 września 1972 | CS Sergipe – SE Palmeiras 1:1 Edmílson – Leivinha                             |
| 17 września 1972 | EC Vitória – Santos FC 1:0 Almiro                                             |
| 17 września 1972 | América Mineiro – Portuguesa 2:2 Pedro Omar, Hélio – Basílio (2)              |
| 17 września 1972 | Clube de Regatas Brasil – Cruzeiro EC 1:4 Silva – Palhinha (2), Rinaldo, Lima |
| 17 września 1972 | Santa Cruz FC – America FC 1:1 Erb – Gilmar                                   |
| 17 września 1972 | Botafogo FR – Grêmio Porto Alegre 1:2 Fischer – Laírton (2)                   |
| 17 września 1972 | Coritiba FBC – EC Bahia 1:0 Dreyer                                            |
| 17 września 1972 | Ceará SC – São Paulo 1:1 Da Costa – Toninho                                   |
| 17 września 1972 | ABC FC – SC Internacional 1:2 Libânio – Sérgio, Claudiomiro                   |
| 17 września 1972 | Clube do Remo – CR Flamengo 1:0 Roberto                                       |
| 17 września 1972 | Nacional FC – CR Vasco da Gama 1:3 Campos – Tostăo (2), Alcir                 |

#### Kolejka 4
| Data             | Mecz                                                          |
| ---------------- | ------------------------------------------------------------- |
| 20 września 1972 | CR Vasco da Gama – America FC 3:0 Roberto Dinamite (2), Buglę |
| 20 września 1972 | Ceará SC – EC Vitória 0:0                                     |
| 20 września 1972 | SC Internacional – Grêmio Porto Alegre 1:0 Figueroa           |
| 20 września 1972 | Coritiba FBC – Santos FC 0:0                                  |
| 20 września 1972 | SE Palmeiras – Botafogo FR 2:2 Nei, Leivinha – Fischer (2)    |
| 20 września 1972 | Clube de Regatas Brasil – Náutico 0:0                         |
| 20 września 1972 | Santa Cruz FC – CS Sergipe 0:0                                |
| 20 września 1972 | ABC FC – Nacional FC 3:3 Alberi (2), Libânio – Campos (3)     |
| 20 września 1972 | Cruzeiro EC – Corinthians Paulista 0:1 Paulo Borges           |
| 20 września 1972 | EC Bahia – Clube do Remo 1:1 Joăo Daniel – Roberto            |
| 21 września 1972 | São Paulo – Portuguesa 1:1 Toninho – Enéas                    |
| 21 września 1972 | América Mineiro – Fluminense FC 0:0                           |
| 21 września 1972 | CR Flamengo – Atlético Mineiro 1:0 Doval                      |

#### Kolejka 5
| Data             | Mecz                                                                         |
| ---------------- | ---------------------------------------------------------------------------- |
| 23 września 1972 | CR Vasco da Gama – SC Internacional 1:2 Jorge Carvoeiro – Cláudio, Valdomiro |
| 23 września 1972 | SE Palmeiras – Santa Cruz FC 3:0 Leivinha (2), Ronaldo                       |
| 24 września 1972 | São Paulo – CR Flamengo 0:0                                                  |
| 24 września 1972 | Cruzeiro EC – EC Bahia 1:0 Lima                                              |
| 24 września 1972 | Nacional FC – Corinthians Paulista 2:0 Campos (2)                            |
| 24 września 1972 | EC Vitória – América Mineiro 0:0                                             |
| 24 września 1972 | Coritiba FBC – CS Sergipe 2:0 Zé Roberto (2)                                 |
| 24 września 1972 | Clube de Regatas Brasil – Portuguesa 0:0                                     |
| 24 września 1972 | Ceará SC – Grêmio Porto Alegre 0:0                                           |
| 24 września 1972 | Fluminense FC – Santos FC 2:1 Jair, Lula – Edu                               |
| 24 września 1972 | ABC FC – Atlético Mineiro 1:2 Petinha – Dario, China                         |
| 24 września 1972 | Náutico – America FC 1:1 Ubirajara – Alex                                    |
| 24 września 1972 | Clube do Remo – Botafogo FR 1:1 Alcino – Ferretti                            |

#### Kolejka 6
| Data             | Mecz                                                                         |
| ---------------- | ---------------------------------------------------------------------------- |
| 27 września 1972 | SE Palmeiras – SC Internacional 1:1 Madurga – Valdomiro                      |
| 27 września 1972 | EC Bahia – CR Flamengo 0:1 Doval                                             |
| 27 września 1972 | Clube do Remo – Corinthians Paulista 2:2 Roberto, Alcino – Mirandinha, Lance |
| 27 września 1972 | Ceará SC – Atlético Mineiro 1:3 Da Costa – Guerino, Oldair, Dario            |
| 27 września 1972 | Fluminense FC – Cruzeiro EC 1:2 Lula – Denílson s, Rinaldo                   |
| 27 września 1972 | Nacional FC – Botafogo FR 1:2 Antônio Piola – Marinho, Carlos Roberto        |
| 27 września 1972 | Coritiba FBC – EC Vitória 3:0 Zé Roberto (2), Dreyer                         |
| 27 września 1972 | ABC FC – Grêmio Porto Alegre 1:1 Libânio – Carlinhos                         |
| 27 września 1972 | Náutico – Portuguesa 2:1 Paraguaio, Guaraci s – Enéas                        |
| 27 września 1972 | Clube de Regatas Brasil – America FC 0:1 Tadeu                               |
| 27 września 1972 | CS Sergipe – América Mineiro 0:2 Cândido, Hélio                              |
| 28 września 1972 | Santos FC – São Paulo 1:0 Adílson                                            |
| 28 września 1972 | Santa Cruz FC – CR Vasco da Gama 2:0 Erb, Fernando Santana                   |

#### Kolejka 7
| Data                | Mecz                                                                                         |
| ------------------- | -------------------------------------------------------------------------------------------- |
| 30 września 1972    | EC Bahia – Grêmio Porto Alegre 0:0                                                           |
| 30 września 1972    | Náutico – SE Palmeiras 1:2 Romero – Leivinha (2)                                             |
| 1 października 1972 | Atlético Mineiro – Coritiba FBC 2:0 Dario (2)                                                |
| 1 października 1972 | Nacional FC – SC Internacional 2:2 Campos, Nélson Sousa – Claudiomiro (2)                    |
| 1 października 1972 | Botafogo FR – America FC 0:2 Tarciso, Ivanir                                                 |
| 1 października 1972 | Corinthians Paulista – Portuguesa 3:2 Rivelino (2), Sicupira – Basílio (2)                   |
| 1 października 1972 | Santa Cruz FC – América Mineiro 4:1 Luciano (2), Erb, Betinho – Eli                          |
| 1 października 1972 | Clube de Regatas Brasil – Santos FC 1:3 Canavieira – Carlos Alberto, Roberto Carlos, Orlando |
| 1 października 1972 | ABC FC – CR Vasco da Gama 1:2 Petinha – Buglę, Alcir                                         |
| 1 października 1972 | CS Sergipe – Cruzeiro EC 0:1 Roberto Batata                                                  |
| 1 października 1972 | EC Vitória – Fluminense FC 0:0                                                               |
| 1 października 1972 | Ceará SC – CR Flamengo 1:3 Élcio – Paulo César (2), Zanata                                   |
| 1 października 1972 | Clube do Remo – São Paulo 0:1 Zé Carlos                                                      |

#### Kolejka 8
| Data                | Mecz                                                                                        |
| ------------------- | ------------------------------------------------------------------------------------------- |
| 4 października 1972 | Cruzeiro EC – EC Vitória 4:0 Roberto Batata, Lima, Válter s, Piazza                         |
| 4 października 1972 | Clube de Regatas Brasil – SE Palmeiras 1:3 Rubem Salim – Ademir (2), Nei                    |
| 4 października 1972 | America FC – Atlético Mineiro 2:0 Tarciso, Antônio Carlos                                   |
| 4 października 1972 | Coritiba FBC – América Mineiro 2:0 Leocádio, Zé Roberto                                     |
| 4 października 1972 | Grêmio Porto Alegre – Portuguesa 1:1 Mazinho – Enéas                                        |
| 4 października 1972 | Nacional FC – São Paulo 1:1 Campos – Toninho                                                |
| 4 października 1972 | EC Bahia – Botafogo FR 1:1 Picolé – Nei                                                     |
| 4 października 1972 | CS Sergipe – Fluminense FC 1:1 Zé Pequeno – Toninho                                         |
| 4 października 1972 | Náutico – Santos FC 1:1 Paulinho – Zé Carlos                                                |
| 4 października 1972 | Clube do Remo – SC Internacional 0:0                                                        |
| 4 października 1972 | Ceará SC – CR Vasco da Gama 0:0                                                             |
| 4 października 1972 | ABC FC – CR Flamengo 0:0                                                                    |
| 5 października 1972 | Santa Cruz FC – Corinthians Paulista 3:3 Cabral, Betinho, Erb – Rivelino, Louro s, Sicupira |

#### Kolejka 9
| Data                | Mecz                                                                              |
| ------------------- | --------------------------------------------------------------------------------- |
| 7 października 1972 | Clube do Remo – America FC 0:1 Alex                                               |
| 7 października 1972 | Náutico – Corinthians Paulista 0:1 Sidiclei s                                     |
| 8 października 1972 | SC Internacional – Santos FC 0:0                                                  |
| 8 października 1972 | SE Palmeiras – Cruzeiro EC 2:2 Fedato, Madurga – Lima, Roberto Batata             |
| 8 października 1972 | CS Sergipe – Grêmio Porto Alegre 0:2 Oberti (2)                                   |
| 8 października 1972 | ABC FC – Coritiba FBC 0:0                                                         |
| 8 października 1972 | Ceará SC – América Mineiro 2:0 Samuel, Élcio                                      |
| 8 października 1972 | EC Bahia – São Paulo 1:0 Douglas                                                  |
| 8 października 1972 | Nacional FC – Portuguesa 2:0 Campos (2)                                           |
| 8 października 1972 | Atlético Mineiro – EC Vitória 5:0 Dario (3), Romeu (2)                            |
| 8 października 1972 | CR Vasco da Gama – CR Flamengo 1:2 Gílson Nunes – Dionísio, Arílson               |
| 8 października 1972 | Santa Cruz FC – Fluminense FC 1:2 Erb – Lula (2)                                  |
| 8 października 1972 | Clube de Regatas Brasil – Botafogo FR 3:2 Édson Torpedo (2), Silva – Ferretti (2) |

#### Kolejka 10
| Data                 | Mecz                                                  |
| -------------------- | ----------------------------------------------------- |
| 11 października 1972 | Cruzeiro EC – Santos FC 2:0 Orlando s, Roberto Batata |
| 11 października 1972 | São Paulo – CR Vasco da Gama 0:1 Jaílson              |
| 11 października 1972 | Náutico – Botafogo FR 1:2 Borges – Ferretti, Dorinho  |
| 11 października 1972 | Clube de Regatas Brasil – Corinthians Paulista 0:0    |
| 11 października 1972 | Clube do Remo – Portuguesa 2:0 Caíto, Roberto         |
| 11 października 1972 | CR Flamengo – Santa Cruz FC 1:0 Doval                 |
| 11 października 1972 | CS Sergipe – Atlético Mineiro 0:1 Dario               |
| 11 października 1972 | ABC FC – América Mineiro 1:0 Libânio                  |
| 11 października 1972 | Grêmio Porto Alegre – EC Vitória 0:0                  |
| 11 października 1972 | Nacional FC – America FC 0:0                          |
| 11 października 1972 | Ceará SC – Coritiba FBC 0:0                           |
| 12 października 1972 | Fluminense FC – SE Palmeiras 0:1 Leivinha             |
| 12 października 1972 | EC Bahia – SC Internacional 0:0                       |

#### Kolejka 11
| Data                 | Mecz                                                           |
| -------------------- | -------------------------------------------------------------- |
| 14 października 1972 | Cruzeiro EC – America FC 2:0 Roberto Batata, Lima              |
| 14 października 1972 | CR Flamengo – Corinthians Paulista 0:0                         |
| 14 października 1972 | Santos FC – Grêmio Porto Alegre 3:2 Edu (2), Nenę – Oberti (2) |
| 14 października 1972 | EC Vitória – Clube de Regatas Brasil 1:0 Zé Eduardo            |
| 15 października 1972 | Atlético Mineiro – Fluminense FC 2:0 Denílson s, China         |
| 15 października 1972 | SE Palmeiras – Portuguesa 1:0 Ronaldo                          |
| 15 października 1972 | EC Bahia – Santa Cruz FC 1:1 Picolé – Luciano                  |
| 15 października 1972 | Ceará SC – Nacional FC 1:0 Erandi                              |
| 15 października 1972 | Náutico – CS Sergipe 3:0 Paulinho (2), Dedeu                   |
| 15 października 1972 | SC Internacional – América Mineiro 0:0                         |
| 15 października 1972 | CR Vasco da Gama – Botafogo FR 0:0                             |
| 15 października 1972 | ABC FC – Clube do Remo 0:1 Roberto                             |
| 15 października 1972 | Coritiba FBC – São Paulo 4:0 Zé Roberto (2), Flecha, Cláudio   |

#### Kolejka 12
| Data                 | Mecz                                                             |
| -------------------- | ---------------------------------------------------------------- |
| 18 października 1972 | Grêmio Porto Alegre – Cruzeiro EC 1:1 Oberti – Lima              |
| 18 października 1972 | Clube de Regatas Brasil – EC Bahia 0:0                           |
| 18 października 1972 | EC Vitória – Náutico 0:1 Edvaldo                                 |
| 18 października 1972 | Coritiba FBC – CR Flamengo 2:1 Chiquinho, Leocádio – Dionísio    |
| 18 października 1972 | CS Sergipe – ABC FC 0:1 Everaldo                                 |
| 18 października 1972 | Clube do Remo – Ceará SC 1:1 Roberto – Samuel                    |
| 18 października 1972 | Atlético Mineiro – SE Palmeiras 0:3 Nei, Leivinha, Fedato        |
| 18 października 1972 | Santa Cruz FC – Nacional FC 2:1 Ramón, Luciano – Campos          |
| 18 października 1972 | Fluminense FC – Portuguesa 2:2 Rubens (2) – Enéas, Xaxá          |
| 18 października 1972 | São Paulo – Corinthians Paulista 3:1 Terto (2), Paulo – Rivelino |
| 19 października 1972 | América Mineiro – CR Vasco da Gama 0:0                           |
| 19 października 1972 | SC Internacional – Botafogo FR 0:0                               |
| 19 października 1972 | America FC – Santos FC 0:2 Alcindo, Nenę                         |

#### Kolejka 13
| Data                 | Mecz                                                                            |
| -------------------- | ------------------------------------------------------------------------------- |
| 21 października 1972 | Atlético Mineiro – Portuguesa 1:0 Romeu                                         |
| 21 października 1972 | São Paulo – Fluminense FC 0:3 Jair (2), Rubens                                  |
| 21 października 1972 | SE Palmeiras – CR Flamengo 1:0 Leivinha                                         |
| 21 października 1972 | Coritiba FBC – America FC 3:3 Dirceu, Flecha, Tiăo s – Tarciso, Gilmar, Taquito |
| 21 października 1972 | Cruzeiro EC – SC Internacional 1:1 Toninho – Darci Meneses s                    |
| 21 października 1972 | CS Sergipe – EC Vitória 0:2 Gibira, Marquinhos                                  |
| 21 października 1972 | Clube de Regatas Brasil – Nacional FC 1:2 Édson Trombada – Campos (2)           |
| 21 października 1972 | Ceará SC – ABC FC 1:0 Da Costa                                                  |
| 22 października 1972 | Corinthians Paulista – Botafogo FR 0:0                                          |
| 22 października 1972 | Grêmio Porto Alegre – América Mineiro 1:0 Catarina                              |
| 22 października 1972 | Clube do Remo – Santa Cruz FC 4:0 Roberto, Caíto, Louro s, Copeu                |
| 22 października 1972 | CR Vasco da Gama – Santos FC 1:1 Alfinete – Alcindo                             |
| 22 października 1972 | Náutico – EC Bahia 0:0                                                          |

#### Kolejka 14
| Data                 | Mecz                                                                      |
| -------------------- | ------------------------------------------------------------------------- |
| 25 października 1972 | SC Internacional – CR Flamengo 0:0                                        |
| 25 października 1972 | Clube do Remo – Coritiba FBC 0:0                                          |
| 25 października 1972 | Nacional FC – América Mineiro 1:1 Pedrilho – Hélio                        |
| 25 października 1972 | Santa Cruz FC – São Paulo 2:2 Betinho, Erb – Terto, Édson                 |
| 25 października 1972 | SE Palmeiras – Santos FC 0:1 Pelé                                         |
| 25 października 1972 | CR Vasco da Gama – Cruzeiro EC 1:0 Luís                                   |
| 25 października 1972 | EC Vitória – Botafogo FR 1:0 Zé Eduardo                                   |
| 25 października 1972 | ABC FC – America FC 0:1 Alex                                              |
| 25 października 1972 | Clube de Regatas Brasil – Grêmio Porto Alegre 0:2 Laírton (2)             |
| 25 października 1972 | CS Sergipe – Corinthians Paulista 1:3 Torino – Rivelino, Tiăo, Mirandinha |
| 25 października 1972 | Ceará SC – Portuguesa 1:4 Miguel – Basílio (2), Enéas, Wilsinho           |
| 26 października 1972 | EC Bahia – Fluminense FC 1:0 Picolé                                       |
| 26 października 1972 | Náutico – Atlético Mineiro 3:0 Dedeu (2), Elói                            |

#### Kolejka 15
| Data                 | Mecz                                                                                         |
| -------------------- | -------------------------------------------------------------------------------------------- |
| 28 października 1972 | Náutico – Grêmio Porto Alegre 1:1 Elói – Catarina                                            |
| 28 października 1972 | CR Vasco da Gama – SE Palmeiras 0:0                                                          |
| 28 października 1972 | EC Vitória – Corinthians Paulista 1:2 Zé Eduardo – Rivelino, Mirandinha                      |
| 29 października 1972 | Nacional FC – Coritiba FBC 1:2 Valmir – Zé Roberto, Leocádio                                 |
| 29 października 1972 | CS Sergipe – Botafogo FR 0:1 Zé Oto s                                                        |
| 29 października 1972 | Santa Cruz FC – SC Internacional 2:3 Betinho, Jair Pereira – Bráulio, Paulo César, Valdomiro |
| 29 października 1972 | CR Flamengo – Fluminense FC 0:1 Reyes s                                                      |
| 29 października 1972 | ABC FC – Portuguesa 2:1 Elias, Libânio – Dicá                                                |
| 29 października 1972 | São Paulo – Cruzeiro EC 2:1 Pedro Rocha (2) – Dirceu Lopes                                   |
| 29 października 1972 | Ceará SC – America FC 1:1 Da Costa – Alex                                                    |
| 29 października 1972 | EC Bahia – Santos FC 0:2 Nenę, Edu                                                           |
| 29 października 1972 | Clube do Remo – América Mineiro 0:0                                                          |
| 29 października 1972 | Clube de Regatas Brasil – Atlético Mineiro 1:1 Normandes – Dario                             |

#### Kolejka 16
| Data             | Mecz                                                                      |
| ---------------- | ------------------------------------------------------------------------- |
| 1 listopada 1972 | Corinthians Paulista – SE Palmeiras 1:0 Marco Antônio                     |
| 1 listopada 1972 | Coritiba FBC – Fluminense FC 2:0 Zé Roberto, Flecha                       |
| 1 listopada 1972 | Botafogo FR – Cruzeiro EC 1:1 Fischer – Dirceu Lopes                      |
| 1 listopada 1972 | SC Internacional – America FC 0:1 Tarciso                                 |
| 1 listopada 1972 | América Mineiro – Santos FC 1:1 Tiăo – Orlando                            |
| 1 listopada 1972 | Santa Cruz FC – Clube de Regatas Brasil 1:1 Jair Pereira – Édson Trombada |
| 1 listopada 1972 | ABC FC – EC Bahia 0:1 Gílson Porto                                        |
| 1 listopada 1972 | EC Vitória – Nacional FC 0:0                                              |
| 1 listopada 1972 | CS Sergipe – Clube do Remo 3:0 Adăozinho (2), Paulo Sérgio                |
| 1 listopada 1972 | Ceará SC – Náutico 2:1 Élcio, Jorge Costa – Edvaldo                       |
| 2 listopada 1972 | Grêmio Porto Alegre – CR Vasco da Gama 0:1 Silva                          |
| 2 listopada 1972 | Portuguesa – CR Flamengo 0:1 Fio                                          |
| 2 listopada 1972 | São Paulo – Atlético Mineiro 2:1 Pedro Rocha (2) – Dias s                 |

#### Kolejka 17
| Data             | Mecz                                                                                               |
| ---------------- | -------------------------------------------------------------------------------------------------- |
| 5 listopada 1972 | CR Flamengo – EC Vitória 1:0 Paulo César                                                           |
| 5 listopada 1972 | Coritiba FBC – Corinthians Paulista 0:1 Marco Antônio                                              |
| 5 listopada 1972 | Ceará SC – Cruzeiro EC 1:1 Erandi – Zé Carlos                                                      |
| 5 listopada 1972 | Atlético Mineiro – Botafogo FR 2:0 Vanderlei (2)                                                   |
| 5 listopada 1972 | ABC FC – Fluminense FC 0:1 Denílson                                                                |
| 5 listopada 1972 | Náutico – São Paulo 0:6 Paraná, Terto, Pedro Rocha, Édson, Nélson, Dias                            |
| 5 listopada 1972 | Grêmio Porto Alegre – Santa Cruz FC 0:1 Luciano                                                    |
| 5 listopada 1972 | Portuguesa – America FC 1:0 Tatá                                                                   |
| 5 listopada 1972 | CS Sergipe – CR Vasco da Gama 0:2 Silva (2)                                                        |
| 5 listopada 1972 | Nacional FC – SE Palmeiras 0:0                                                                     |
| 5 listopada 1972 | Clube do Remo – Santos FC 1:1 Alcino – Alcindo                                                     |
| 5 listopada 1972 | Clube de Regatas Brasil – SC Internacional 2:3 Édson Trombada, Silva – Escurinho, Valdomiro, Tovar |
| 5 listopada 1972 | EC Bahia – América Mineiro 2:1 Afonsinho, Odair – Cândido                                          |

#### Kolejka 18
| Data             | Mecz |
| ---------------- | --- |
| 8 listopada 1972 | Corinthians Paulista – Grêmio Porto Alegre 1:0 Lance                                                         |
| 8 listopada 1972 | Coritiba FBC – Portuguesa 1:1 Fito – Enéas                                                                   |
| 8 listopada 1972 | EC Bahia – Atlético Mineiro 1:3 Pinheirinho – Dario (2), Lola                                                |
| 8 listopada 1972 | Nacional FC – Santos FC 0:0                                                                                  |
| 8 listopada 1972 | ABC FC – Cruzeiro EC 0:2 Roberto Batata, Eduardo                                                             |
| 8 listopada 1972 | Santa Cruz FC – Botafogo FR 3:2 Ramón (3) – Dorinho, Jairzinho                                               |
| 8 listopada 1972 | America FC – América Mineiro 3:0 Alex (2), Antônio Carlos                                                    |
| 8 listopada 1972 | Clube de Regatas Brasil – São Paulo 2:6 Édson Trombada, Orlandinho – Pedro Rocha (3), Terto, Everaldo, Édson |
| 8 listopada 1972 | CS Sergipe – CR Flamengo 0:2 Fio (2)                                                                         |
| 8 listopada 1972 | Clube do Remo – SE Palmeiras 0:2 Pio, Leivinha                                                               |
| 8 listopada 1972 | Ceará SC – Fluminense FC 3:0 Da Costa, Samuel, Jorge Campos                                                  |
| 9 listopada 1972 | Náutico – SC Internacional 0:1 Marciano                                                                      |
| 9 listopada 1972 | EC Vitória – CR Vasco da Gama 2:0 Humberto, Osni                                                             |

#### Kolejka 19
| Data              | Mecz                                                                          |
| ----------------- | ----------------------------------------------------------------------------- |
| 11 listopada 1972 | América Mineiro – CR Flamengo 2:0 Tiăo, Eli                                   |
| 11 listopada 1972 | Botafogo FR – São Paulo 3:2 Jairzinho, Dorinho, Zequinha – Pedro Rocha, Terto |
| 12 listopada 1972 | Corinthians Paulista – CR Vasco da Gama 1:1 Rivelino – Roberto Dinamite       |
| 12 listopada 1972 | Portuguesa – Santos FC 2:0 Tatá, Dicá                                         |
| 12 listopada 1972 | ABC FC – Santa Cruz FC 2:0 Sabará, Baltasar                                   |
| 12 listopada 1972 | Coritiba FBC – SC Internacional 1:1 Pescuma – Tovar                           |
| 12 listopada 1972 | Grêmio Porto Alegre – SE Palmeiras 0:1 Leivinha                               |
| 12 listopada 1972 | Cruzeiro EC – Atlético Mineiro 0:0                                            |
| 12 listopada 1972 | EC Bahia – EC Vitória 0:0                                                     |
| 12 listopada 1972 | Fluminense FC – America FC 0:0                                                |
| 12 listopada 1972 | CS Sergipe – Nacional FC 0:0                                                  |
| 12 listopada 1972 | Náutico – Clube do Remo 2:2 Vasconcelos, Borges – Roberto, Tito               |
| 12 listopada 1972 | Ceará SC – Clube de Regatas Brasil 2:2 Jorge Costa, Élcio – Mano, Silva       |

#### Kolejka 20
| Data              | Mecz                                                               |
| ----------------- | ------------------------------------------------------------------ |
| 15 listopada 1972 | CR Flamengo – Botafogo FR 0:6 Jairzinho (3), Fischer (2), Ferretti |
| 16 listopada 1972 | SC Internacional – Corinthians Paulista 2:0 Volmir, Valdomiro      |
| 16 listopada 1972 | Cruzeiro EC – Portuguesa 2:0 Joăo Ribeiro, Eduardo                 |
| 16 listopada 1972 | Atlético Mineiro – Santos FC 0:1 Nenę                              |
| 16 listopada 1972 | Coritiba FBC – CR Vasco da Gama 1:0 Tiăo Abatiá                    |
| 16 listopada 1972 | Fluminense FC – Grêmio Porto Alegre 2:0 Lula, Silveira             |
| 16 listopada 1972 | ABC FC – Náutico 3:4 Alberi (2), Libânio – Borges (3), Tico        |
| 16 listopada 1972 | Santa Cruz FC – EC Vitória 1:1 Luciano – André                     |
| 16 listopada 1972 | Clube de Regatas Brasil – CS Sergipe 0:3 Torino, Adăozinho, Leal   |
| 16 listopada 1972 | Clube do Remo – Nacional FC 1:0 Vágner                             |
| 16 listopada 1972 | Ceará SC – EC Bahia 0:0                                            |
| 16 listopada 1972 | São Paulo – América Mineiro 2:1 Pedro Rocha (2) – Juca Show        |
| 16 listopada 1972 | SE Palmeiras – America FC 2:0 Pio, Zeca                            |

#### Kolejka 21
| Data              | Mecz                                                                                        |
| ----------------- | ------------------------------------------------------------------------------------------- |
| 18 listopada 1972 | CR Vasco da Gama – Portuguesa 3:1 Silva (2), Tostăo – Dicá                                  |
| 18 listopada 1972 | SC Internacional – Atlético Mineiro 1:1 Valdomiro – Cabinho                                 |
| 19 listopada 1972 | Grêmio Porto Alegre – CR Flamengo 1:0 Loivo                                                 |
| 19 listopada 1972 | Clube de Regatas Brasil – Clube do Remo 1:1 Mano – Dutra                                    |
| 19 listopada 1972 | São Paulo – America FC 2:0 Zé Carlos (2)                                                    |
| 19 listopada 1972 | América Mineiro – SE Palmeiras 1:2 Cândido – Ademir, Leivinha                               |
| 19 listopada 1972 | Coritiba FBC – Cruzeiro EC 2:3 Zé Roberto, Tiăo Abatiá – Pescuma s, Zé Carlos, Dirceu Lopes |
| 19 listopada 1972 | CS Sergipe – EC Bahia 1:2 Paulo Sérgio – Odair, Eliseu                                      |
| 19 listopada 1972 | ABC FC – EC Vitória 0:0                                                                     |
| 19 listopada 1972 | Botafogo FR – Fluminense FC 2:1 Zequinha, Jairzinho – Silveira                              |
| 19 listopada 1972 | Ceará SC – Corinthians Paulista 0:1 Lance                                                   |
| 19 listopada 1972 | Santa Cruz FC – Santos FC 2:4 Fernando Santana, Betinho – Jair da Costa (2), Edu, Pelé      |
| 19 listopada 1972 | Nacional FC – Náutico 2:3 Campos, Ismael – Paulinho (2), Vasconcelos                        |

#### Kolejka 22
| Data              | Mecz                                                                     |
| ----------------- | ------------------------------------------------------------------------ |
| 22 listopada 1972 | SE Palmeiras – São Paulo 0:0                                             |
| 22 listopada 1972 | ABC FC – Corinthians Paulista 0:3 Sicupira, Lance, Marco Antônio         |
| 22 listopada 1972 | Clube do Remo – Grêmio Porto Alegre 0:1 Mazinho                          |
| 22 listopada 1972 | Cruzeiro EC – Santa Cruz FC 1:0 Roberto Batata                           |
| 22 listopada 1972 | CR Vasco da Gama – EC Bahia 0:0                                          |
| 22 listopada 1972 | Atlético Mineiro – Nacional FC 4:2 Dario (4) – Pedrilho, Valmir          |
| 22 listopada 1972 | Ceará SC – Botafogo FR 0:0                                               |
| 22 listopada 1972 | Náutico – América Mineiro 3:2 Paulinho (2), Dedeu – Cândido (2)          |
| 22 listopada 1972 | CS Sergipe – America FC 0:1 Antônio Carlos                               |
| 22 listopada 1972 | Clube de Regatas Brasil – Coritiba FBC 0:3 Fito, Zé Roberto, Tiăo Abatiá |
| 23 listopada 1972 | Fluminense FC – SC Internacional 0:0                                     |
| 23 listopada 1972 | EC Vitória – Portuguesa 0:0                                              |
| 23 listopada 1972 | Santos FC – CR Flamengo 0:0                                              |

#### Kolejka 23
| Data              | Mecz |
| ----------------- | --- |
| 24 listopada 1972 | SE Palmeiras – EC Bahia 4:1 Edu, Madurga, Roberto Rebouças s, Nei – Roberto Rebouças                                                                       |
| 24 listopada 1972 | Náutico – Coritiba FBC 1:1 Paraguaio – Zé Roberto |
| 25 listopada 1972 | Santos FC – Corinthians Paulista 4:0 Nenę (2), Clodoaldo, Edu                                                                                              |
| 25 listopada 1972 | SC Internacional – São Paulo 3:1 Escurinho, Volmir, Bráulio – Pedro Rocha                                                                                  |
| 25 listopada 1972 | Cruzeiro EC – CR Flamengo 1:1 Zé Carlos – Fio |
| 25 listopada 1972 | Clube do Remo – Atlético Mineiro 1:1 Roberto – Cabinho |
| 25 listopada 1972 | Nacional FC – Grêmio Porto Alegre 0:2 Laírton, Ivanir |
| 25 listopada 1972 | EC Vitória – America FC 2:0 André (2) |
| 25 listopada 1972 | Clube de Regatas Brasil – América Mineiro 0:0 |
| 25 listopada 1972 | CR Vasco da Gama – Fluminense FC 0:0 |
| 25 listopada 1972 | ABC FC – Botafogo FR 2:1 Alberi, Petinha – Jairzinho ponieważ klub ABC wystawił nieuprawnionego zawodnika, punkty za zwycięstwo przyznano klubowi Botafogo |
| 25 listopada 1972 | CS Sergipe – Portuguesa 1:1 Paulo Sérgio – Dicá |
| 25 listopada 1972 | Santa Cruz FC – Ceará SC 1:1 Fernando Santana – Louro s |

#### Kolejka 24
| Data              | Mecz                                                                         |
| ----------------- | ---------------------------------------------------------------------------- |
| 29 listopada 1972 | Ceará SC – SE Palmeiras 0:3 Nei, Edu, Fedato                                 |
| 29 listopada 1972 | SC Internacional – EC Vitória 1:0 Valdomiro                                  |
| 29 listopada 1972 | ABC FC – Santos FC 0:2 Pelé, Edu                                             |
| 29 listopada 1972 | Corinthians Paulista – EC Bahia 3:1 Rivelino, Paulo Borges, Vaguinho – Natal |
| 29 listopada 1972 | Nacional FC – Cruzeiro EC 2:1 Valmir, Danival – Dirceu Lopes                 |
| 29 listopada 1972 | Náutico – CR Flamengo 0:1 Fio                                                |
| 29 listopada 1972 | Clube do Remo – Fluminense FC 0:0                                            |
| 29 listopada 1972 | Clube de Regatas Brasil – CR Vasco da Gama 0:0                               |
| 29 listopada 1972 | Atlético Mineiro – América Mineiro 1:1 Dario – Cândido                       |
| 29 listopada 1972 | CS Sergipe – São Paulo 0:5 Pedro Rocha (2), Joăo Carlos s, Everaldo, Nenę    |
| 29 listopada 1972 | Santa Cruz FC – Coritiba FBC 1:2 Amílton Rocha – Zé Roberto, Leocádio        |
| 29 listopada 1972 | Grêmio Porto Alegre – America FC 0:0                                         |
| 29 listopada 1972 | Portuguesa – Botafogo FR 1:1 Feitosa – Ferretti                              |

#### Kolejka 25
| Data           | Mecz                                                                                             |
| -------------- | ------------------------------------------------------------------------------------------------ |
| 2 grudnia 1972 | Náutico – CR Vasco da Gama 1:2 Paraguaio – Alcir, Silva                                          |
| 3 grudnia 1972 | America FC – Corinthians Paulista 0:0                                                            |
| 3 grudnia 1972 | América Mineiro – Botafogo FR 3:1 Hélio, Édson, Generoso – Vânder s                              |
| 3 grudnia 1972 | ABC FC – SE Palmeiras 2:2 Alberi, Eurico s – Zé Carlos, Madurga                                  |
| 3 grudnia 1972 | Clube de Regatas Brasil – CR Flamengo 2:5 Reinaldo, Mário – Caio (3), Fio, Paulo César           |
| 3 grudnia 1972 | Ceará SC – Santos FC 2:1 Samuel, Da Costa – Pelé                                                 |
| 3 grudnia 1972 | Nacional FC – Fluminense FC 0:1 Mickey                                                           |
| 3 grudnia 1972 | Santa Cruz FC – Atlético Mineiro 2:0 Amílton Rocha, Luciano                                      |
| 3 grudnia 1972 | EC Bahia – Portuguesa 2:3 Picolé, Natal – Dicá, Xaxá, Enéas                                      |
| 3 grudnia 1972 | Coritiba FBC – Grêmio Porto Alegre 1:2 Zé Roberto – Catarina, Mazinho                            |
| 3 grudnia 1972 | CS Sergipe – SC Internacional 2:4 Edmílson (2) – Valdomiro (2), Claudiomiro, Volmir              |
| 3 grudnia 1972 | São Paulo – EC Vitória 5:2 Everaldo (2), Válter s, Zé Carlos, Pedro Rocha – Mário Sérgio, Gibira |
| 3 grudnia 1972 | Clube do Remo – Cruzeiro EC 2:2 Tito, Roberto – Eduardo, Zé Carlos                               |

#### Tabela grupy A
| Poz | Klub             | Mecze | Zw | Rem | Por | Pkt | BrZd | BrStr |
| --- | ---------------- | ----- | -- | --- | --- | --- | ---- | ----- |
| 1   | SC Internacional | 25    | 11 | 12  | 2   | 34  | 34   | 20    |
| 2   | CR Vasco da Gama | 25    | 10 | 10  | 5   | 30  | 23   | 15    |
| 3   | São Paulo        | 25    | 11 | 6   | 8   | 28  | 45   | 31    |
| 4   | America FC       | 25    | 8  | 10  | 7   | 26  | 19   | 21    |
| 5   | EC Bahia         | 25    | 6  | 11  | 8   | 23  | 16   | 23    |
| 6   | CS Sergipe       | 25    | 2  | 5   | 18  | 9   | 14   | 41    |

#### Tabela grupy B
| Poz | Klub          | Mecze | Zw | Rem | Por | Pkt | BrZd | BrStr |
| --- | ------------- | ----- | -- | --- | --- | --- | ---- | ----- |
| 1   | SE Palmeiras  | 25    | 14 | 8   | 3   | 36  | 39   | 15    |
| 2   | Coritiba FBC  | 25    | 12 | 9   | 4   | 33  | 34   | 17    |
| 3   | Cruzeiro EC   | 25    | 12 | 9   | 4   | 33  | 37   | 20    |
| 4   | CR Flamengo   | 25    | 10 | 8   | 7   | 28  | 21   | 20    |
| 5   | Clube do Remo | 25    | 5  | 15  | 5   | 25  | 21   | 20    |
| 6   | Náutico       | 25    | 7  | 8   | 10  | 22  | 30   | 34    |
| 7   | ABC FC        | 25    | 4  | 7   | 12  | 15  | 20   | 33    |

#### Tabela grupy C
| Poz | Klub                 | Mecze | Zw | Rem | Por | Pkt | BrZd | BrStr |
| --- | -------------------- | ----- | -- | --- | --- | --- | ---- | ----- |
| 1   | Corinthians Paulista | 25    | 11 | 10  | 4   | 32  | 29   | 24    |
| 2   | Atlético Mineiro     | 25    | 10 | 6   | 9   | 26  | 31   | 26    |
| 3   | Botafogo FR          | 25    | 7  | 11  | 7   | 25  | 30   | 30    |
| 4   | Santa Cruz FC        | 25    | 7  | 9   | 9   | 23  | 31   | 36    |
| 5   | Nacional FC          | 25    | 4  | 10  | 11  | 18  | 23   | 31    |
| 6   | Portuguesa           | 25    | 4  | 9   | 12  | 17  | 25   | 37    |

#### Tabela grupy D
| Poz | Klub                    | Mecze | Zw | Rem | Por | Pkt | BrZd | BrStr |
| --- | ----------------------- | ----- | -- | --- | --- | --- | ---- | ----- |
| 1   | Santos FC               | 25    | 11 | 9   | 5   | 31  | 31   | 19    |
| 2   | Grêmio Porto Alegre     | 25    | 10 | 8   | 7   | 28  | 22   | 16    |
| 3   | Ceará SC                | 25    | 8  | 12  | 5   | 28  | 27   | 25    |
| 4   | Fluminense FC           | 25    | 9  | 9   | 7   | 27  | 21   | 19    |
| 5   | EC Vitória              | 25    | 6  | 10  | 9   | 22  | 13   | 26    |
| 6   | América Mineiro         | 25    | 3  | 12  | 10  | 18  | 18   | 28    |
| 7   | Clube de Regatas Brasil | 25    | 1  | 11  | 13  | 13  | 18   | 45    |

### Drugi etap

#### Grupa 1

##### Kolejka 1
| Data            | Mecz                                                                                    |
| --------------- | --------------------------------------------------------------------------------------- |
| 10 grudnia 1972 | CR Vasco da Gama – CR Flamengo 1:1 Dé – Caio                                            |
| 10 grudnia 1972 | SC Internacional – Cruzeiro EC 3:2 Claudiomiro, Escurinho, Valdomiro – Dirceu Lopes (2) |

##### Kolejka 2
| Data            | Mecz                                                                                    |
| --------------- | --------------------------------------------------------------------------------------- |
| 14 grudnia 1972 | CR Flamengo – SC Internacional 1:3 Arílson – Valdomiro, Tovar, Volmir                   |
| 14 grudnia 1972 | CR Vasco da Gama – Cruzeiro EC 3:1 Silva, Gílson Nunes, Jorge Carvoeiro – Paulo César s |

##### Kolejka 3
| Data            | Mecz                                                               |
| --------------- | ------------------------------------------------------------------ |
| 18 grudnia 1972 | SC Internacional – CR Vasco da Gama 1:1 Claudiomiro – Gílson Nunes |
| 18 grudnia 1972 | Cruzeiro EC – CR Flamengo 1:1 Zé Carlos – Caio                     |

##### Tabela grupy 1
| Poz | Klub             | Mecze | Zw | Rem | Por | Pkt | BrZd | BrStr |
| --- | ---------------- | ----- | -- | --- | --- | --- | ---- | ----- |
| 1   | SC Internacional | 3     | 2  | 1   | 0   | 5   | 7    | 4     |
| 2   | CR Vasco da Gama | 3     | 1  | 2   | 0   | 4   | 5    | 3     |
| 3   | CR Flamengo      | 3     | 0  | 2   | 1   | 2   | 3    | 5     |
| 4   | Cruzeiro EC      | 3     | 0  | 1   | 2   | 1   | 4    | 7     |

#### Grupa 2

##### Kolejka 1
| Data            | Mecz                                               |
| --------------- | -------------------------------------------------- |
| 10 grudnia 1972 | Coritiba FBC – America FC 2:1 Zé Roberto (2) – Edu |
| 10 grudnia 1972 | São Paulo – SE Palmeiras 2:0 Dias, Terto           |

##### Kolejka 2
| Data            | Mecz                                                            |
| --------------- | --------------------------------------------------------------- |
| 13 grudnia 1972 | São Paulo – Coritiba FBC 2:0 Paulo, Édson                       |
| 13 grudnia 1972 | SE Palmeiras – America FC 3:1 Ademir, Ronaldo, Leivinha – Mauro |

##### Kolejka 3
| Data            | Mecz                                                       |
| --------------- | ---------------------------------------------------------- |
| 16 grudnia 1972 | America FC – São Paulo 1:0 Mauro                           |
| 16 grudnia 1972 | SE Palmeiras – Coritiba FBC 3:0 Leivinha (2), Luís Pereira |

##### Tabela grupy 2
| Poz | Klub         | Mecze | Zw | Rem | Por | Pkt | BrZd | BrStr |
| --- | ------------ | ----- | -- | --- | --- | --- | ---- | ----- |
| 1   | SE Palmeiras | 3     | 2  | 0   | 1   | 4   | 6    | 3     |
| 2   | São Paulo    | 3     | 2  | 0   | 1   | 4   | 4    | 1     |
| 3   | Coritiba FBC | 3     | 1  | 0   | 2   | 2   | 2    | 6     |
| 4   | America FC   | 3     | 1  | 0   | 2   | 2   | 3    | 5     |

#### Grupa 3

##### Kolejka 1
| Data            | Mecz                                        |
| --------------- | ------------------------------------------- |
| 9 grudnia 1972  | Fluminense FC – Ceará SC 0:0                |
| 10 grudnia 1972 | Atlético Mineiro – Corinthians Paulista 0:0 |

##### Kolejka 2
| Data            | Mecz                                                                          |
| --------------- | ----------------------------------------------------------------------------- |
| 13 grudnia 1972 | Fluminense FC – Atlético Mineiro 2:3 Lula, Marco Antônio – Bibi, Dario, Guará |
| 14 grudnia 1972 | Corinthians Paulista – Ceará SC 1:0 Sicupira                                  |

##### Kolejka 3
| Data            | Mecz                                                |
| --------------- | --------------------------------------------------- |
| 18 grudnia 1972 | Ceará SC – Atlético Mineiro 1:1 Jorge Costa – Romeu |
| 18 grudnia 1972 | Corinthians Paulista – Fluminense FC 0:0            |

##### Tabela grupy 3
| Poz | Klub                 | Mecze | Zw | Rem | Por | Pkt | BrZd | BrStr |
| --- | -------------------- | ----- | -- | --- | --- | --- | ---- | ----- |
| 1   | Corinthians Paulista | 3     | 1  | 2   | 0   | 4   | 1    | 0     |
| 2   | Atlético Mineiro     | 3     | 1  | 2   | 0   | 4   | 4    | 3     |
| 3   | Ceará SC             | 3     | 0  | 2   | 1   | 2   | 1    | 2     |
| 4   | Fluminense FC        | 3     | 0  | 2   | 1   | 2   | 2    | 3     |

#### Grupa 4

##### Kolejka 1
| Data           | Mecz                                                        |
| -------------- | ----------------------------------------------------------- |
| 9 grudnia 1972 | Santos FC – Santa Cruz FC 2:0 Jair da Costa, Carlos Roberto |
| 9 grudnia 1972 | Grêmio Porto Alegre – Botafogo FR 0:0                       |

##### Kolejka 2
| Data            | Mecz                                                                     |
| --------------- | ------------------------------------------------------------------------ |
| 13 grudnia 1972 | Botafogo FR – Santa Cruz FC 4:1 Jairzinho, Fischer, Nei, Marinho – Ramón |
| 14 grudnia 1972 | Santos FC – Grêmio Porto Alegre 0:1 Oberti                               |

##### Kolejka 3
| Data            | Mecz                                                              |
| --------------- | ----------------------------------------------------------------- |
| 18 grudnia 1972 | Botafogo FR – Santos FC 2:1 Zequinha, Fischer – Nenę              |
| 18 grudnia 1972 | Santa Cruz FC – Grêmio Porto Alegre 2:1 Luciano, Betinho – Oberti |

##### Tabela grupy 4
| Poz | Klub                | Mecze | Zw | Rem | Por | Pkt | BrZd | BrStr |
| --- | ------------------- | ----- | -- | --- | --- | --- | ---- | ----- |
| 1   | Botafogo FR         | 3     | 2  | 1   | 0   | 5   | 6    | 2     |
| 2   | Grêmio Porto Alegre | 3     | 1  | 1   | 1   | 3   | 2    | 2     |
| 3   | Santos FC           | 3     | 1  | 0   | 2   | 2   | 3    | 3     |
| 4   | Santa Cruz FC       | 3     | 1  | 0   | 2   | 2   | 3    | 7     |

### 1/2 finału
| 20.12 1972 SE Palmeiras – SC Internacional 1:1 - Nei – Tovar - Palmeiras awansował do finału dzięki lepszemu dorobkowi punktowo-bramkowemu |
| 20.12 1972 Botafogo FR – Corinthians Paulista 2:1 - Jairzinho, Nei – Nélson Lopes                                                          |

### Finał
| SE Palmeiras – Botafogo FR 0:0 |
| 23 grudnia 1972 São Paulo Estádio do Morumbi (58 287) SE Palmeiras – Botafogo FR 0:0 Sędzia: Agomar Martins SE Palmeiras (trener Oswaldo Brandão): Leão – Eurico, Luís Pereira, Alfredo, Zeca, Dudu (Zé Carlos), Ademir da Guia, Edu (Ronaldo), Leivinha, Madurga, Nei Botafogo de Futebol e Regatas (trener Sebastião Leônidas): Cao – Valtencir, Brito, Osmar, Marinho Chagas, Carlos Roberto, Nei Conceição, Zequinha, Jairzinho, Fischer, Ademir Vicente (Ferreti) - wobec remisu mistrzem został Palmeiras, gdyż uzyskał lepszy dorobek bramkowo-punktowy |

Mistrzem Brazylii w 1972 roku został klub SE Palmeiras, a wicemistrzem Brazylii – Botafogo FR.

## Końcowa klasyfikacja sezonu 1972
| Poz | Klub                    | Mecze | Zw | Rem | Por | Pkt | BrZd | BrStr |
| --- | ----------------------- | ----- | -- | --- | --- | --- | ---- | ----- |
| 1   | SE Palmeiras            | 30    | 16 | 10  | 4   | 42  | 46   | 19    |
| 2   | Botafogo FR             | 30    | 10 | 13  | 7   | 33  | 38   | 31    |
| 3   | SC Internacional        | 29    | 13 | 14  | 2   | 40  | 42   | 25    |
| 4   | Corinthians Paulista    | 29    | 12 | 12  | 5   | 36  | 31   | 26    |
| 5   | Coritiba FBC            | 28    | 13 | 9   | 6   | 35  | 36   | 23    |
| 6   | Cruzeiro EC             | 28    | 12 | 10  | 6   | 34  | 41   | 27    |
| 7   | CR Vasco da Gama        | 28    | 11 | 12  | 5   | 34  | 28   | 18    |
| 8   | Santos FC               | 28    | 12 | 9   | 7   | 33  | 34   | 22    |
| 9   | São Paulo               | 28    | 13 | 6   | 9   | 32  | 49   | 32    |
| 10  | Grêmio Porto Alegre     | 28    | 11 | 9   | 8   | 31  | 24   | 18    |
| 11  | Atlético Mineiro        | 28    | 11 | 8   | 9   | 30  | 35   | 29    |
| 12  | CR Flamengo             | 28    | 10 | 10  | 8   | 30  | 24   | 25    |
| 13  | Ceará SC                | 28    | 8  | 14  | 6   | 30  | 28   | 27    |
| 14  | Fluminense FC           | 28    | 9  | 11  | 8   | 29  | 23   | 22    |
| 15  | America FC              | 28    | 9  | 10  | 9   | 28  | 22   | 26    |
| 16  | Santa Cruz FC           | 28    | 8  | 9   | 11  | 25  | 34   | 43    |
| 17  | Clube do Remo           | 25    | 5  | 15  | 5   | 25  | 21   | 20    |
| 18  | EC Bahia                | 25    | 6  | 11  | 8   | 23  | 16   | 23    |
| 19  | Náutico                 | 25    | 7  | 8   | 10  | 22  | 30   | 34    |
| 20  | EC Vitória              | 25    | 6  | 10  | 9   | 22  | 13   | 26    |
| 21  | Nacional FC             | 25    | 4  | 10  | 11  | 18  | 23   | 31    |
| 22  | América Mineiro         | 25    | 3  | 12  | 10  | 18  | 18   | 28    |
| 23  | Portuguesa              | 25    | 4  | 9   | 12  | 17  | 25   | 37    |
| 24  | ABC FC                  | 25    | 4  | 7   | 14  | 15  | 18   | 33    |
| 25  | Clube de Regatas Brasil | 25    | 1  | 11  | 13  | 13  | 18   | 45    |
| 26  | CS Sergipe              | 25    | 2  | 5   | 18  | 9   | 14   | 41    |